# ولسوالی برمل
برمل یکی از ولسوالیهای ولایت پکتیکا در جنوب خاوری افغانستان با جمعیت نزدیک به ۸۸۰۲۸ نفر است. این ولسوالی با خیبر پختونخوا و بلوچستان پاکستان مرز مشترک دارد. انگور اده پاسگاه رسمی مرزی و گذرگاه مرزی بین مردم پکتیکا و خیبر پختونخوا است. دفتر دولتی ولسوالی برمل در نیوای آدا واقع شده است.

## تاریخچه
برمل یکی از ولسوالی‌های متاثر از زمین‌لرزه سرطان ۱۴۰۱ افغانستان بود که در آن دست‌کم ۵۰۰ نفر کشته و هزاران نفر دیگر در این ولسوالی زخمی شدند. بسیاری از خانه‌هایی که عمدتاً از گل و چوب ساخته شده بودند با خاک یکسان شدند. باران شدید و زمین‌لرزه باعث رانش زمین شد که کل روستاها را ویران کرد.

### ساخت خانه‌های جدید مقاوم در برابر زمین‌لرزه
در اوت ۲۰۲۲، ساخت "سازه‌های مقاوم در برابر زلزله" جدید در ولسوالی برای زلزله زدگان آغاز شد. این پروژه شامل ایجاد ۲۰۰۰ خانه در هر دو ولسوالی گیان و برمل ولایت پکتیکا، از جمله ۳۰۰ خانه در ولسوالی سپیره در استان همجوار خوست است.

## منبع‌ها
1. ↑  "Afghanistan: Earthquake - Jun 2022 | ReliefWeb". reliefweb.int (به انگلیسی). 2022-07-09. Retrieved 2024-06-01.
2. ↑  Padshah، Safiullah؛ Rubin، Alissa J.؛ Ives، Mike (۲۰۲۲-۰۶-۲۲). «Afghanistan Earthquake: At Least 1,000 Killed in Afghanistan Earthquake, Officials Say» (به انگلیسی). The New York Times. شاپا 0362-4331. دریافت‌شده در ۲۰۲۴-۰۶-۰۱.
3. ↑  Agencies, The New Arab Staff & (2022-06-25). "Afghan quake survivors without food despite aid coming in". https://www.newarab.com/ (به انگلیسی). Retrieved 2024-06-01. {{cite web}}: External link in |وبگاه= (help)
4. ↑  «2,300 'Earthquake-Resilient' Houses to Be Built in Quake-Hit Regions of Afghanistan: UNHCR» (به انگلیسی). Khaama Press. ۲۰۲۲-۰۸-۲۳. دریافت‌شده در ۲۰۲۴-۰۶-۰۲.

- مشارکت‌کنندگان ویکی‌پدیا. «Paktika Province». در دانشنامهٔ ویکی‌پدیای انگلیسی، بازبینی‌شده در ۴ اسفند ۱۳۹۰ خورشیدی.